# Einhängeträger

Dreiteiliger Gerberträger mit mittigem Einhängeteil, schematisch

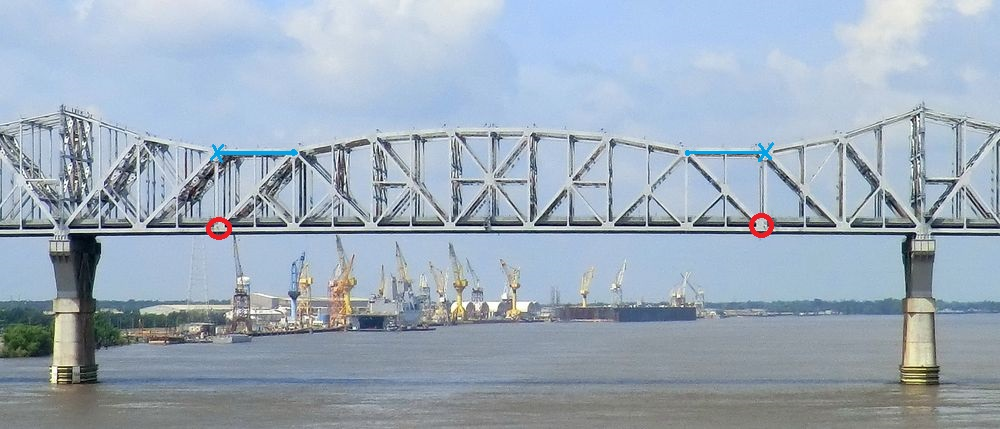
Dreiteiliger Gerberträger mit mittigem Einhängeteil an einer Stahl-Fachwerkbrücke
rot = Drehgelenke,
blau = Gurt-Ergänzungsteile, die schiebbar am Einhängeträger angelenkt sind (mit Kreuz markiert)

Ein Einhängeträger (früher auch Schwebeträger) ist im Brückenbau der Teil einer Auslegerbrücke, der gelenkig zwischen zwei andere Brückenträger, die an einem ihrer Enden über den Brücken-Pfeiler hinausragen, eingehängt ist. Die beiden Träger, die die Last des Einhängeträgers aufnehmen, sind um einen Ausleger bzw. um einen auskragenden Balken – einen Kragträger – verlängert. Es kommt auch vor, dass der Einhängeträger nur am einen Ende auf einem Kragträger und am anderen Ende auf einem Pfeiler oder einem Widerlager gelenkig aufliegt.
Die Brücke wird durch das Einfügen eines Einhängeträgers zu einer statisch bestimmten Gerberträger-Brücke, die sich einfacher berechnen lässt als ein statisch unbestimmter Durchlaufträger. Zudem führt der Einhängeträger zusammen mit den Auskragungen zu einer größeren Spannweite des i. d. R. mittleren Brückenteils. Bei konventioneller Bauweise würde ein verlängerter mittlerer Träger erforderlich, der wegen der höheren Beanspruchungen einen größeren Querschnitt hätte und schwerer wäre.
In der Praxis des Brückenbaus wird  ein mit einem Kragträger verlängerter Brückenträger oft verkürzend als Kragträger und der Einhängeträger als Gerberträger bezeichnet.

## Verwendung

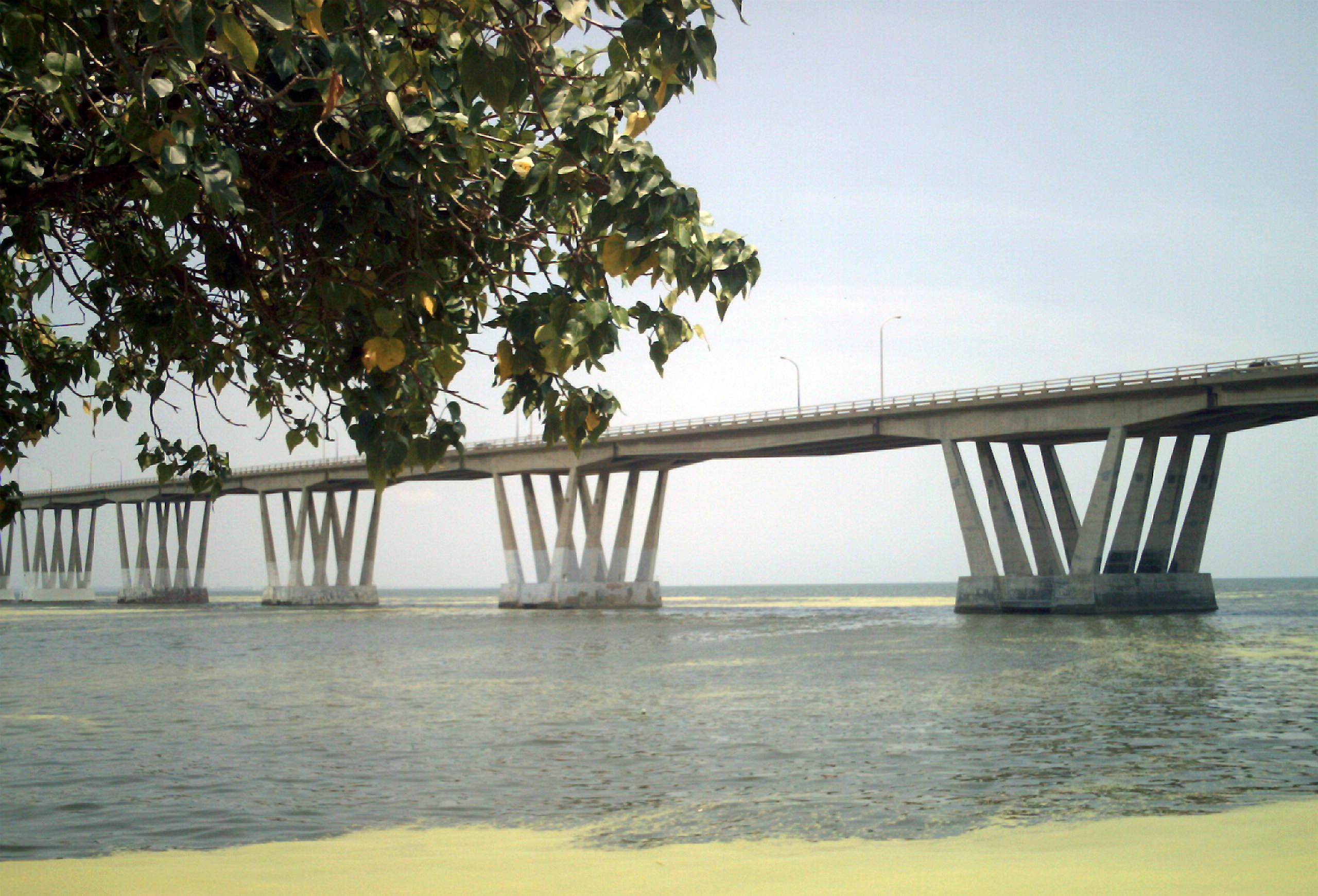
General-Rafael-Urdaneta-Brücke
Spannbetonbrücke mit einer Vielzahl von Einhängeträgern

Bei den am häufigsten vorkommenden Brücken mit zwei Pfeilern ist ein Einhängeträger meist im mittleren Feld angeordnet, wo er von den in das Mittelfeld hineinragenden Kragträgern getragen wird.
Es gibt auch Beispiele mit zwei Einhängeträgern in den Seitenfeldern (siehe die zweite Abbildung).
Beim Viaur-Viadukt haben die beiden Bogenstücke der dreigelenkigen Bogenbrücke nach außen zu den Widerlagern hin je einen Ausleger. Zwischen diesen und den Widerlagern befindet sich je ein kurzer Einhängeträger. 

Einhängeträger wurden vor allem in der Form von Fachwerk-Balkenträgern in stählernen Eisenbahnbrücken am Anfang des 20. Jahrhunderts verwendet. Die Forth Bridge und die Québec-Brücke sind die bekanntesten Beispiele aus der Zeit, als es noch keine billiger zu fertigenden Stahlbetonbrücken mit großen Spannweiten gab.
Eine Stahlbetonbrücke mit einer Vielzahl von Einhängeträgern ist die General-Rafael-Urdaneta-Brücke über den Maracaibo-See in Venezuela. Sie liegen gelenklig auf den Enden von Brückenträgern, die als breite Pfeilertische ausgeführt sind. Später wurde dies Bauart in Italien insbesondere bei langen Autobahn-Viadukten verwendet.

## Bau
Beim Bau werden die Einhängeträger meist auf einem Leichter auf dem Wasser angeliefert (Brückeneinschwimmen) und mit an den Kragträgern befestigten Winden in die endgültige Position gehoben. Gelegentlich werden sie aber auch, wie bei der Forth Bridge, mit blockierten Gelenken im Freivorbau erstellt.